# 7251 Kuwabara
7251 Kuwabara (1992 SF13) là một tiểu hành tinh vành đai chính được phát hiện ngày 30 tháng 9 năm 1992 bởi K. Endate và K. Watanabe ở Kitami.